# Emiliano María Revilla

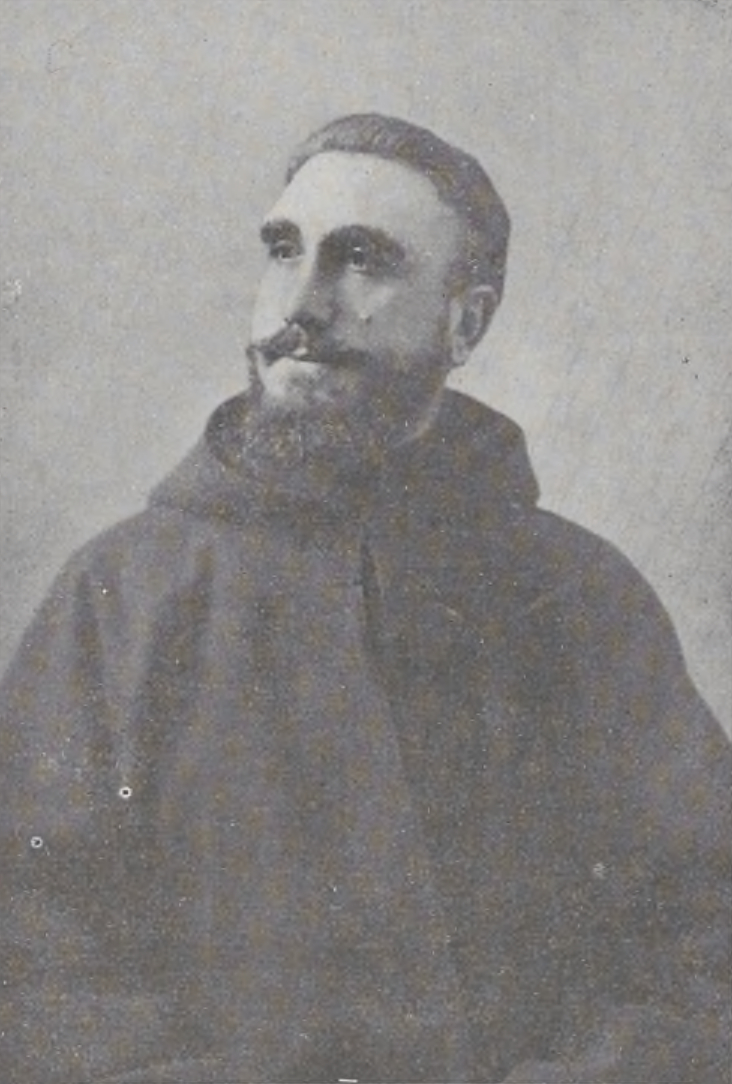
Retrato del padre Revilla

Eloy Gallego Escribano, más conocido como el padre Emiliano María Revilla (Revilla Vallejera, 1880-Gumiel de Izán, 4 de septiembre de 1936), fue un ingeniero, aviador y fraile franciscano español, víctima de la represión en la zona franquista durante la Guerra Civil.

## Biografía
Nació en 1880 en la localidad burgalesa de Revilla Vallejera. Ingeniero industrial de profesión, fue capellán castrense y aviador destacado, participando en la batalla de Annual donde asistió a las tropas españolas con tanto éxito y reconocimiento público que los militares africanistas como el general Franco y las propias autoridades eclesiásticas quisieron separarlo de las actividades de auxilio en la guerra, proponiendo el cardenal Pedro Segura a Miguel Primo de Rivera que lo sancionase.[cita requerida] Finalmente, regresó al convento y al establecerse la Segunda República pidió el reingreso en el ejército, siéndole denegada la petición. Cuando se produjo el golpe de Estado de julio de 1936 que dio lugar a la Guerra Civil se encontraba visitando a su madre en Revilla Vallejera, donde fue detenido el 19 de julio por grupos falangistas. Trasladado a la prisión central de Burgos, fue sacado junto a otros trece presos y asesinado en La Legua, en Gumiel de Izán, acusado de ser «un cura rojo que denunciaba el hambre y la miseria de los campesinos». Su historia fue recreada por Manuel de Lope, pariente suyo, en la obra Azul sobre azul (2011).